# Дяковецька сільська рада
| Дяковецька сільська рада — колишній орган місцевого самоврядування у Літинському районі Вінницької області з адміністративним центром у с. Дяківці. Сільській раді були підпорядковані населені пункти: - с. Дяківці - с. Гавришівка |

## Склад ради
Рада складалася з 16 депутатів та голови.

## Керівний склад сільської ради
| ПІБ                       | Основні відомості                                                                 | Дата обрання | Дата звільнення |
| ------------------------- | --------------------------------------------------------------------------------- | ------------ | --------------- |
| Голованюк Юрій Трифонович | Сільський голова, 1967 року народження, освіта, член Народно-демократичної партії | 26.03.2006   | 31.10.2010      |
| Голованюк Юрій Трифонович | Сільський голова, 1967 року народження, освіта вища                               | 31.10.2010   |                 |

Примітка: таблиця складена за даними джерела